# رود ویاتکا
رود ویاتکا رودی است که به رود کامه می‌ریزد. این رود از تاتارستان و استان کیروف در کشور روسیه می‌گذرد و طول آن ۱٬۳۱۴ کیلومتر (۸۱۶ مایل) است.